# Lucas Miedler
Lucas Miedler, né le 21 juin 1996 à Tulln an der Donau, est un joueur de tennis autrichien, professionnel depuis 2014.
Il a remporté huit titres en double (dont sept avec son compatriote Alexander Erler).

## Carrière
Lucas Miedler est champion d'Europe junior de double en 2013 avec l'Italien Filippo Baldi. En fin de saison, ils s'imposent à l'Eddie Herr à Bradenton, puis à l'Orange Bowl. En 2014, il est vainqueur de l'Open d'Australie junior avec l'Australien Bradley Mousley, puis finaliste à Roland-Garros avec Akira Santillan.
Il a remporté dix titres en simple sur le circuit ITF entre 2015 et 2021. Il compte également 30 succès en double entre 2014 et 2020. En juillet 2018, il est finaliste en simple du Challenger de Winnipeg contre Jason Kubler. Il se qualifie également pour le tournoi de Saint-Pétersbourg. En 2019, il remporte un premier titre Challenger en double à León avec Sebastian Ofner.
En 2021, il remporte son premier titre sur le circuit ATP au tournoi de Kitzbühel avec son compatriote Alexander Erler alors qu'ils étaient invités. Ce succès lance sa carrière puisqu'il remporte ensuite, avec le même partenaire, les tournois Challenger de Sibiu, Helsinki et Forlì.
En 2022, ils s'imposent à Ostrava, Tampere, Côme et Tulln. Fin octobre, ils signent un succès de prestige à l'ATP 500 de Vienne où ils avaient reçu une invitation. Il intègre cette année-là l'équipe d'Autriche de Coupe Davis.
En 2023, il rajoute un titre en catégorie ATP 500 à son palmarès avec une victoire à Acapulco. Deux mois plus tard, il s'impose à Munich. Il remporte également un deuxième titre au tournoi de Kitzbühel.
En 2024, il remporte deux nouveaux titres ATP avec Alexander Erler, à Anvers et Vienne.

## Palmarès

### Titres en double messieurs
| No | Date       | Nom et lieu du tournoi                               | Catégorie | Dotation    | Surface      | Partenaire                | Finalistes                           | Score             |          |
| -- | ---------- | ---------------------------------------------------- | --------- | ----------- | ------------ | ------------------------- | ------------------------------------ | ----------------- | -------- |
| 1  | 26-07-2021 | Generali Open Kitzbühel                              | ATP 250   | 419 470 €   | Terre (ext.) | Alexander Erler           | Roman Jebavý Matwé Middelkoop        | 7-5, 7-65         | Parcours |
| 2  | 24-10-2022 | Erste Bank Open Vienne                               | ATP 500   | 2 349 180 € | Dur (int.)   | Alexander Erler           | Santiago González Andrés Molteni     | 6-3, 7-61         | Parcours |
| 3  | 27-02-2023 | Abierto Mexicano Telcel presentado por HSBC Acapulco | ATP 500   | 2 013 940 $ | Dur (ext.)   | Alexander Erler           | Nathaniel Lammons Jackson Withrow    | 7-69, 7-63        | Parcours |
| 4  | 17-04-2023 | BMW Open by American Express Munich                  | ATP 250   | 562 815 €   | Terre (ext.) | Alexander Erler           | Kevin Krawietz Tim Pütz              | 6-3, 6-4          | Parcours |
| 5  | 31-07-2023 | Generali Open Kitzbühel                              | ATP 250   | 562 815 €   | Terre (ext.) | Alexander Erler           | Gonzalo Escobar Aleksandr Nedovyesov | 6-4, 6-4          | Parcours |
| 6  | 14-10-2024 | European Open Anvers                                 | ATP 250   | 690 135 €   | Dur (int.)   | Alexander Erler           | Robert Galloway Aleksandr Nedovyesov | 6-4, 1-6, [10-8]  | Parcours |
| 7  | 21-10-2024 | Erste Bank Open Vienne                               | ATP 500   | 2 470 310 € | Dur (int.)   | Alexander Erler           | Neal Skupski Michael Venus           | 4-6, 6-3, [10-1]  | Parcours |
| 8  | 14-07-2025 | EFG Swiss Open Gstaad Gstaad                         | ATP 250   | 596 035 €   | Terre (ext.) | Francisco Cabral (tennis) | Hendrik Jebens Albano Olivetti       | 6-77, 7-64,[10-1] | Parcours |

### Finales en double messieurs
| No | Date       | Nom et lieu du tournoi           | Catégorie | Dotation    | Surface      | Vainqueurs                         | Partenaire      | Score             |          |
| -- | ---------- | -------------------------------- | --------- | ----------- | ------------ | ---------------------------------- | --------------- | ----------------- | -------- |
| 1  | 03-04-2023 | Grand-Prix Hassan II Marrakech   | ATP 250   | 562 815 €   | Terre (ext.) | Marcelo Demoliner Andrea Vavassori | Alexander Erler | 6-4, 3-6, [12-10] | Parcours |
| 2  | 19-02-2024 | Rio Open by Claro Rio de Janeiro | ATP 500   | 2 100 230 $ | Terre (ext.) | Nicolás Barrientos Rafael Matos    | Alexander Erler | 6-4, 6-3          | Parcours |
| 3  | 01-04-2024 | Grand-Prix Hassan II Marrakech   | ATP 250   | 579 320 €   | Terre (ext.) | Harri Heliövaara Henry Patten      | Alexander Erler | 3-6, 6-4, [10-4]  | Parcours |

## Parcours dans les tournois duGrand Chelem

### En double messieurs
| 2023 | 2e tour (1/16) A. Erler \|\| style="text-align:left;" \| J. Lehečka A. Molčan    | 1er tour (1/32) A. Erler \|\| style="text-align:left;" \| L. Glasspool H. Heliövaara | 2e tour (1/16) A. Erler \|\| style="text-align:left;" \| J. Murray M. Venus   | 1er tour (1/32) A. Erler \|\| style="text-align:left;" \| B. McLachlan Y. Nishioka |   |
| 2024 | 1er tour (1/32) A. Erler \|\| style="text-align:left;" \| M. Purcell J. Thompson | 2e tour (1/16) A. Erler \|\| style="text-align:left;" \| M. Granollers H. Zeballos   | 1er tour (1/32) A. Erler \|\| style="text-align:left;" \| N. Skupski M. Venus | —                                                                                  | — |

N.B. : le nom du partenaire se trouve sous le résultat ; les noms des ultimes adversaires se trouvent à droite.

## Classements ATP en fin de saison
| Année          | 2012 | 2013 | 2014 | 2015 | 2016 | 2017 | 2018 | 2019 | 2020 | 2021 | 2022 | 2023 | 2024 |
| Rang en simple | 1655 | –    | 2024 | 379  | 452  | 356  | 212  | 273  | 306  | 294  | 434  | 1050 | 1127 |
| Rang en double | –    | –    | 1686 | 218  | 269  | 237  | 287  | 230  | 218  | 126  | 55   | 40   | 47   |

Source : (en) Classements de Lucas Miedler sur le site officiel de la Fédération internationale de tennis